# Двадцать первая проблема Гильберта
Два́дцать пе́рвая пробле́ма Ги́льберта (проблема Римана — Гильберта) — одна из 23 задач, которые Давид Гильберт предложил 8 августа 1900 года на II Международном конгрессе математиков, состоявшая в подтверждении или опровержении гипотезы о существовании системы линейных дифференциальных уравнений для произвольной заданной системы особых точек и заданной матрице монодромии.
Решена построением контрпримера в 1989 году Андреем Болибрухом. При этом долгое время считалась решённой в 1908 году Йосипом Племелем, однако в его положительном решении в 1970-х годах Юлием Ильяшенко была обнаружена ошибка — конструкция Племеля позволяла строить требуемую систему лишь при условии диагонализируемости хотя бы одной из матриц монодромии.
Оригинальная формулировка:

21. Доказательство существования линейных дифференциальных уравнений с заданной группой монодромии.
<…>
Всегда существует линейное дифференциальное уравнение фуксова типа с заданными особыми точками и заданной группой монодромии.
<…>
Оригинальный текст (нем.)21. Beweis der Existenz linearer Differentialgleichungen mit vorgeschriebener Monodromiegruppe.

Aus der Theorie der linearen Diferentialgleichungen mit einer unabhängigen Veränderlichen z möchte ich auf ein wichtiges Problem hinweisen, welches wohl bereits Riemann im Sinne gehabt hat, und welches darin besteht, zu zeigen, daß es stets eine lineare Differentialgleichung der Fuchsschen Klasse mit gegebenen singulären Stellen und einer gegebenen Monodromiegruppe giebt. Die Aufgabe verlangt also die Auffindung von n Functionen der Variabeln z, die sich überall in der complexen z-Ebene regulär verhalten, außer etwa in den gegebenen singulären Stellen: in diesen dürfen sie nur von endlich hoher Ordnung unendlich werden und beim Umlauf der Variabeln z um dieselben erfahren sie die gegebenen linearen Substitutionen. Die Existenz solcher Differentialgleichungen ist durch Constantenzählung wahrscheinlich gemacht worden, doch gelang der strenge Beweis bisher nur in dem besonderen Falle, wo die Wurzeln der Fundamentalgleichungen der gegebenen Substitutionen sämtlich vom absoluten Betrage 1 sind. Diesen Beweis hat L. Schlesinger {Handbuch der Theorie der linearen Differentialgleichungen, Bd. 2, Teil 2 No. 366} auf Grund der Poincaréschen Theorie der Fuchsschen zeta-Functionen erbracht. Es würde offenbar die Theorie der linearen Diferentialgleichungen ein wesentlich abgeschlosseneres Bild zeigen, wenn die allgemeine Erledigung des bezeichneten Problems gelänge..